# مصعب أبو توهة
مصعب أبو توهة (1992-) هو شاعر وكاتب فلسطيني، ولد في مخيم الشاطئ في مدينة غزة لعائلة هجرت من يافا بسبب نكبة عام 1948، حاصل على بكالوريوس اللغة الإنجليزية من الجامعة الإسلامية عام 2014 ويكمل الماجستير في الكتابة الإبداعية في جامعة سيراكيوز بنيويورك.
رُشح ديوانه "أشياء قد تجدها مخبأة في أذني" لنيل جائزة النقّاد الأميركيين عن فئة الشعر، وحصل على جائزة الكتاب الأمريكي من مؤسسة نقابة كولومبوس في ولاية كاليفورنيا في النسخة الرابعة والأربعون. ووصل للقائمة النهائية في جائزة كولكوت للشعر والتي تقام في أمريكا لأفضل الكتب الشعرية الصادرة في الولايات المتحدة الأمريكية لغير الأمريكيين.

## سيرته
يتحدث مصعب مصطفى أبو توهة باللّغتين العربية والإنجليزية، وفي عام 2017 أسس مكتبة إدوارد سعيد العامّة في غزّة وهي أول مكتبة باللغة الإنجليزية. وكان إدوارد سعيد شاعراً زائراً في قسم الأدب المقارن بـجامعة هارفارد الأميركية بين عامَيْ (2019-2020).
جمع أبو توهة قرابة 300 كتاب في الفلسفة والتاريخ والسياسة والجغرافيا والأدب والثقافة لأشهر المثقفين والفلاسفة في العالم أبرزهم (أوسكار وايلد، وإدوارد سعيد، والفيلسوف نعوم تشومسكي، والفيلسوف توماس بين، والروائي الروسي ليو تولستوي، وتشارلوت برونتي، وجاين أوستن).
صدر ديوانه الأول "أشياء قد تجدها مخبأة في أذني" عن دار سيتي لايتس في كاليفورنيا في نيسان 2022 وفاز في نوفمبر الماضي بجائزة كتاب فلسطين في لندن عن فئة الإبداع والتي تكرِّم سنوياً أفضل الكتب الصادرة باللغة الإنجليزية حول فلسطين والشعب الفلسطيني. كما فار في أغسطس 2023 ديوانه الأول "أشياء قد تجدها مخبأة في أذني" على جائزة الكِتاب الأميركي في دورتها الرابعة والأربعين، التي تمنحها مؤسسة "The Before Columbus"، في ولاية كاليفورنيا، وكتبت الشاعرة والروائية الفلسطينية الأميركية نعومي شهاب ناي على غلافه "قصائد مصعب تُحطّم قلبي وتوقظه في الوقت نفسه أشعر أنّني كنت أنتظر عمله طوال حياتي". نُشرت أعماله في مجلات أمريكية مثل ذا أتلانتيك وذا نيويوركر.
مصعب متزوج ولديه ثلاثة أطفال.

## اعتقاله في الحرب على غزة (2023)
في أكتوبر 2023 غادر مصعب وزوجته وأطفاله بيتهم في بيت لاهيا وانتقلوا إلى مخيم جباليا للاجئين بعد أن حذرت إسرائيل من أنها ستقصف بيت لاهيا فتم تدمير منزلهم، وفي وقت لاحق قصفت إسرائيل جباليا على بعد سبعين متراً من مكان تواجدهم.
وبحسب ديانا بطو المحامية الفلسطينية الكندية فقد ذكرت على لسان زوجته لمجلة تايم:"لقد أُجبر مصعب على ترك ابنه أرضاً لقد أُجبروا جميعاً على المشي وأيديهم مرفوعة في الهواء وتم إخراجه هو ونحو 200 آخرين من هذا الخط واختطافهم ولم يسمعوا عنه أي شيء منذ ذلك الحين".
حسب رئيس تحرير مجلة ذا نيويوركر مايكل لو إن الإتصال فُقد بمصعب يوم الأحد 19 نوفمبر 2023 وجاء ذلك عبر صفحته بموقع إكس، وقالت أيضاً جمعية الكتاب "نادي القلم الدولي" إن إسرائيل اعتقلت مصعب أثناء نزوحه وعائلته إلى الجنوب من مدينة غزة على إثر الحرب الفلسطينية الإسرائيلية 2023، مع أن العائلة كانت في طريقها إلى معبر رفح الحدودي بسبب إدراجها على قائمة الإخلاء الصادرة عن وزارة الخارجية الأميركية لإن ابنه البالغ ثلاث سنوات يحمل الجنسية الأمريكية.
- جائزة حرية التعبير، اتحاد الكتاب النرويجيين، (مناصفة مع عدنية شبلي)، 2025.
- جائزة بوليتزر للتعليق الصحافي لعام 2025، عن سلسلة مقالات نُشرت في مجلة نيويوركر تناول فيها واقع الحياة في غزة خلال الحرب الإسرائيلية الأخيرة.[13]